# John Lysen
John Lysen (Antwerpen, 10 maart 1868 – Antwerpen, 26 januari 1936) was een grootgrondbezitter in de Kempen.

## Afkomst
Hij was de zoon van Louis Lysen (1835-1908) en Clémentine Van den Bergh (1840-1933). Zijn vader was een succesrijk bankier in Antwerpen. Zijn moeder was de dochter van Jean Félix Van den Bergh en de zus van Henriëtte Van den Bergh. De ouders van John hadden tegen hun verwachting in Kasteel Maxburg niet geërfd van de broer van Clémentine, Constant Van den Bergh. Dat ging naar de jongste zus Elisabeth Van den Bergh en haar man Evrard Havenith (1839-1933). Vader Louis bouwde een landhuis, 'De Zwaelmen' of 'Zwaluwenhof' ten oosten van het kasteeldomein Maxburg.

## Levensloop
Als succesvol bankier kocht hij gronden in Meer (Antwerpen) om 'De Zwaelmen' uit te breiden tot een groot domein. Toen zijn ouders stierven, ging het landhuis naar zijn broer Louis, en de gronden naar John. Hij bouwde in 1935 een groot jachthuis, 'Kasteel ter Meiren', naast Zwaluwenhof en op de grenslijn tussen beide gronden een grote muur. Jean-Jacques Winders was de ontwerper van het eclectisch jachtpaviljoen. Hij kon de burgemeester van Meer overhalen de straat gelegen aan het jachtslot naar hem te vernoemen: de John Lijssenstraat. Alhoewel zijn naam met een 'y' gespeld wordt, is de straatnaam met een 'ij' geschreven, een administratieve slordigheid.
Lysen had gronden aan beide zijden van de landsgrens. Hij verkocht grond aan de Staatsspoorwegen voor de bouw van station Baarle-Nassau Grens aan de spoorlijn Tilburg - Turnhout.
Tijdens de Eerste Wereldoorlog bouwde het Duitse leger een onder hoge elektrische spanning staande grensscheiding tussen België en Nederland: 'de Dodendraad'. Een deel van deze versperring werd aangelegd over gronden van Lysen aan de Nederlandse grenszijde. Dit was een schending van de Nederlandse neutraliteit tijdens de oorlog. Lysen eiste met succes dat het hekwerk verplaatst zou worden; de Duitsers wijzigden het traject van de dodendraad over enkele kilometers.
Gedurende de Eerste Wereldoorlog woonde Lysen met zijn moeder en broer Louis Alphons in hotel Oud-Wassenaar in Wassenaar. Hij kocht eind 1915 de landgoederen 'het Beestenveld' en 'de Rips' in de gemeente Bakel en Milheeze. Hij liet ze beheren door de Nederlandse Heidemaatschappij. Rond april 1918 verkocht hij het Beestenveld aan de Belgische vereniging Union Financière et Terrienne Société Anonyme. De Rips werd verkocht aan J. van Dijk uit Swalmen.
Lysen was plezierjager en liet dode dieren opzetten. Hij schonk ze aan Albert Naveau, de pastoor van Meer, die een natuurhistorisch museum van opgezette inlandse dieren inrichtte.
Lysen is begraven op de begraafplaats van het Schoonselhof.